# Müllheizkraftwerk Bremen
Das Müllheizkraftwerk (MHKW) Bremen wurde 1969 im zum Bremer Stadtteil Findorff gehörenden Ortsteil In den Hufen gebaut. Es dient zur Entsorgung von Abfällen mit niedrigem Brennwert, zum Beispiel Hausmüll. Das MHKW produziert Fernwärme von rund 200.000 MWh und über ca. 270.000 MWh Grundlaststrom pro Jahr. Hierfür können jährlich bis zu 550.000 Tonnen Abfälle verbrannt werden.

## Geschichte
Die Entscheidung für den Bau wurde seinerzeit getroffen, da sich in Bremen die Menge an Müll pro Kopf verdoppelt hatte und andere Arten der Entsorgung wie Deponie oder Verwertung im kleinsten Bundesland nur begrenzt möglich waren. Für eine wirtschaftliche Auslastung wurde auch die Verbrennung von Müll aus dem Umland eingeplant. Bei der Wahl des Standortes war die Nähe zur Bundesautobahn 27 entscheidend, damit die Müllfahrzeuge den Stadtverkehr nicht unnötig belasten.  Im Jahre 2004 wurde die elektrische Gesamtleistung auf 15,3 Megawatt erhöht. Betrieben wird das MHKW von der swb Entsorgung GmbH & Co. KG. Am 1. Januar 2008 wurde die bisherige Abfallbehandlung Nord GmbH (ANO) zu 100 % in den swb-Konzern integriert. Im Zuge der Integration wurde am 1. August 2008 aus der Abfallbehandlung Nord GmbH die swb Entsorgung GmbH & Co. KG. Die komplette Universität Bremen und weitere Gebäude des Technologieparks werden aus dem nahegelegenen MHKW mit Fernwärme versorgt.
Seit Mitte 2009 wurde eine deutliche Effizienzsteigerung vorbereitet. Am 28. Juni 2010 beschloss der swb-Aufsichtsrat in einer außerordentlichen Sitzung eine umfassende Modernisierung des Kraftwerks, deren Kosten im hohen zweistelligen Millionenbereich liegen. Mit dieser Maßnahme wurde die Strom- und Fernwärmeproduktion signifikant erhöht – bei gleichbleibenden CO2-Emissionen. Seit Abschluss der Arbeiten im Mai 2013 produziert das Kraftwerk Strom mit einer Gesamtleistung von 50 Megawatt – mehr als dreimal so viel wie vorher.

## Funktionsweise
Als Brennstoffe dienen Hausmüll, Gewerbeabfälle und getrockneter Klärschlamm. Im Jahr 2017 wurden rund 534.000 Tonnen Abfälle verbrannt. Der thermische Energiegehalt dieser Abfälle betrug 1.620.716 MWh, die elektrische Stromerzeugung belief sich auf 301.550 MWh. Von dem elektrischen Strom wurden 42.000 MWh selbst genutzt. Es wurde Fernwärme von 208.000 MWh abgegeben. Im Betrieb musste zusätzlich Heizöl von rund 9.061 MWh eingesetzt werden. Nach der Verbrennung der Abfälle verbleiben mehr als 150.000 Tonnen als Reststoffe. Daneben betreibt die swb noch das Mittelkalorik-Kraftwerk Bremen mit einem ähnlichen Funktionsprinzip.